# Institut supérieur de l'automobile et des transports

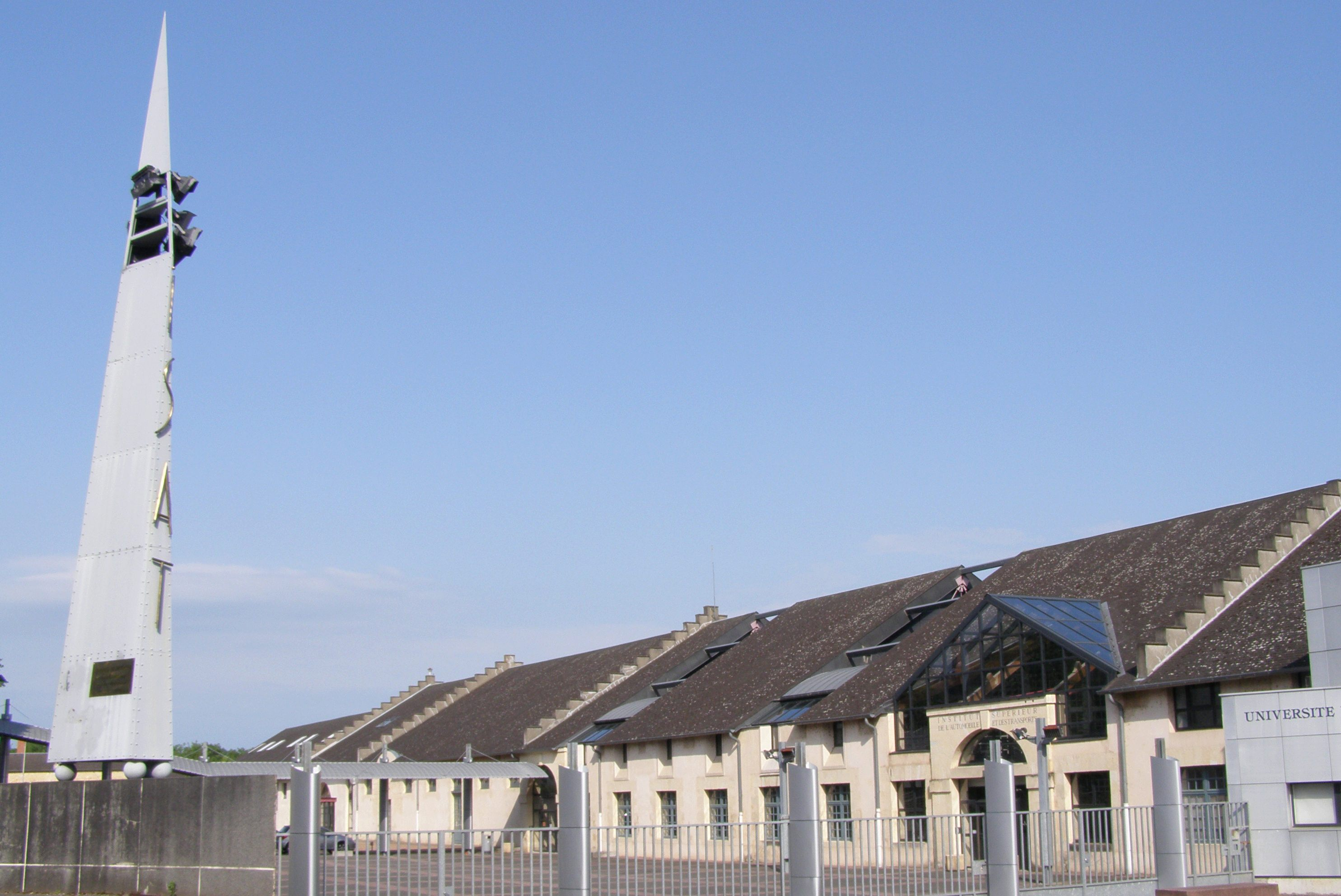
Institut supérieur de l'automobile et des transports

Institut supérieur de l'automobile et des transports, ISAT, är en fransk Grande École i Nevers, som utexaminerar fordonsingenjörer. ISAT är medlem av Elles Bougent.